# Ania Niedieck
Ania Niedieck, née le 10 octobre 1983 à Mettmann en Allemagne, est une actrice allemande.

## Filmographie
- 2007 : Verbotene Liebe (série télévisée, 2 épisodes) : la témoin
- 2007 : Alerte Cobra (série télévisée, 1 épisode) : Pia
- 2009 : 112 Unité d'urgence (série télévisée, 1 épisode) : Nina Dubinsky
- 2009 : Pastewka (de) (série télévisée) : la 1re masseuse
- 2010 : Mick Brisgau (série télévisée) : madame Chamonix
- 2010 : Danni Lowinski (de) (série télévisée) : madame Lohmeier
- 2011 : SOKO Köln (série télévisée) : Melanie Konradi
- 2012 : The Mermaids (court métrage) : Nikki
- 2013 : Turbo & Tacho (de) (téléfilm) : Jennifer
- 2010-2015 : Le Rêve de Diana (série télévisée, 145 épisodes) : Isabelle Reichenbach / Isabelle Steinkamp